# Slovak Juniors 2014
Das Slovak Juniors 2014 als bedeutendstes internationales Nachwuchsturnier der Slowakei im Badminton fand vom 7. bis zum 9. November 2014 in Púchov statt.

## Sieger und Platzierte der Junioren U19
| Disziplin    | Gold                                   | Silber                                  | Bronze                                     |
| ------------ | -------------------------------------- | --------------------------------------- | ------------------------------------------ |
| Herreneinzel | Dragoslav Petrović                     | Duarte Nuno Anjo                        | Krzysztof Jakowczuk                        |
| Herreneinzel | Dragoslav Petrović                     | Duarte Nuno Anjo                        | Oleksandr Kolesnik                         |
| Dameneinzel  | Ronja Stern                            | Simone von Rotz                         | Magdalena Lajdová                          |
| Dameneinzel  | Ronja Stern                            | Simone von Rotz                         | Monika Sveětničková                        |
| Herrendoppel | Aleksander Jabłoński Paweł Śmiłowski   | Mateusz Biernacki Przemysław Szydłowski | Jan Louda Jan Somerlík                     |
| Herrendoppel | Aleksander Jabłoński Paweł Śmiłowski   | Mateusz Biernacki Przemysław Szydłowski | Mikhail Ghelashvili Aleksandr Vasilkin     |
| Damendoppel  | Ronja Stern Simone von Rotz            | Michaela Fuchsová Tereza Švabíková      | Ksenia Evgenova Elizaveta Pyatina          |
| Damendoppel  | Ronja Stern Simone von Rotz            | Michaela Fuchsová Tereza Švabíková      | Wiktoria Dąbczyńska Aleksandra Goszczyńska |
| Mixed        | Paweł Śmiłowski Magdalena Świerczyńska | Krzysztof Jakowczuk Magda Konieczna     | Michal Hubáček Monika Světničková          |
| Mixed        | Paweł Śmiłowski Magdalena Świerczyńska | Krzysztof Jakowczuk Magda Konieczna     | Milan Dratva Katarína Šariščanová          |